# Talgo AVRIL
Talgo AVRIL é um modelo de trem de alta velocidade em desenvolvimento pela Talgo, para uso nas ferrovias da Espanha, e França.
AVRIL significa "Alta Velocidad Rueda Independiente Ligero", (em português: Roda independente leve de alta velocidade). 

## História
Depois de inaugurar a linha de alta velocidade Madrid-Barcelona, o trajeto que levava cerca de 7 horas na ferrovia anterior passou a ser de somente 2 horas e 40 minutos (sem paradas) com a operação a 300 km/h, e a demanda entre as duas cidades subiu de 1,98 milhão para 66 milhões de passageiros. Com isso, os serviços AVE passaram a atingir 63% da Quota de mercado de passageiros entre as duas cidades.
Porém de acordo com o diretor de Inovação da Renfe Operadora, Ignacio de Rebeira Sánchez, para atingir dominância total no trecho é necessário atingir o tempo de viagem de 2 horas e 30 minutos, o que ele acredita ser possível com operação a 320 km/h.
Apesar da Renfe já possuir trens projetados para 350 km/h, os trens com sistema de troca de bitola são limitados a 250 km/h.
Em 2009 durante um workshop organizado pela Fundação Ferroviária Espanhola, o diretor da Talgo Dr Emilio García anunciou que testes com velocidades maiores seriam feitos ainda naquele ano, com um trem protótipo baseado na Serie 130 para testar a performance dos trens com mecanismo de troca de bitola a 300 km/h.

## Design
O AVRIL é composto de duas locomotivas e 12 carruagens utilizando o sistema de roda independente Talgo, com comprimento de 201,9 metros e capacidade para até 600 assentos.
O trem é projetado para operar em velocidades de 330 km/h, possui sistema de troca de bitola automático, Sistema europeu de gestão do tráfego ferroviário (ERTMS), sistemas de segurança francês (TVM) e espanhol (ASFA) e capacidade para operar em 3 diferentes voltagens.

## Operadoras

### Renfe
Em novembro de 2016, a fabricante Talgo ganhou a licitação para a venda de 15 trens de alta velocidade para a Renfe Operadora, para ser operado na Espanha e na França, no valor de 787 milhões de euros, inclusa manutenção no prazo de 30 anos e com uma opção para a compra de mais 15 trens e extensão do contrato de manutenção em mais 10 anos. Em maio de 2017 a Renfe decidiu pela compra de outros 15 trens, com mecanismo de troca de bitola, e contrato de manutenção de 30 anos.
Os trens sendo fabricados para a Renfe terão velocidade máxima operacional de 330 km/h, capacidade total de 581 assentos e bancos na configuração 3+2 (cabine turista) e 2+2 (cabine preferente). A altura do piso é de 760 mm, no mesmo nível da plataforma.